# 鸭嘴笔

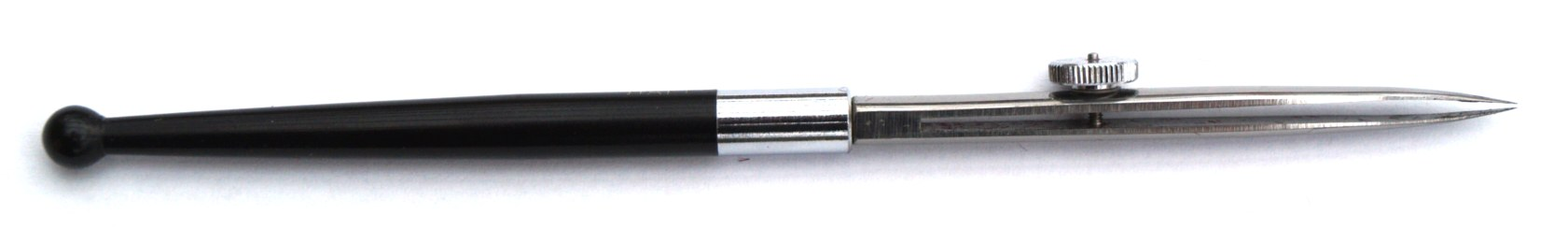
鸭嘴笔

鸭嘴笔、又称乌嘴笔，是一种用于制图或漫画的蘸水笔。其原理类似于其他大多数蘸水笔，通过一定的缝隙保存墨水。其笔尖的宽度由一颗可调节螺丝固定，因此只要事先设定好宽度，鸭嘴笔就能画出固定宽度的线条。鸭嘴笔的缺点是上墨水非常麻烦。然而，随着计算机技术的普及、应用，大部分设计人员现已不用鸭嘴笔进行手动绘制，而改为使用计算机辅助设计。

## 使用范围
一般来讲，鸭嘴笔用于在漫画中绘制框线，以及在工程图中描图、上墨等。鸭嘴笔适用于画机械的直线，结合圆规可画细圆圈。用时将偏稀的颜料刮入鸭嘴笔嘴中，调整到适当的粗细度，然后结合尺子或圆规来画直线或圆。

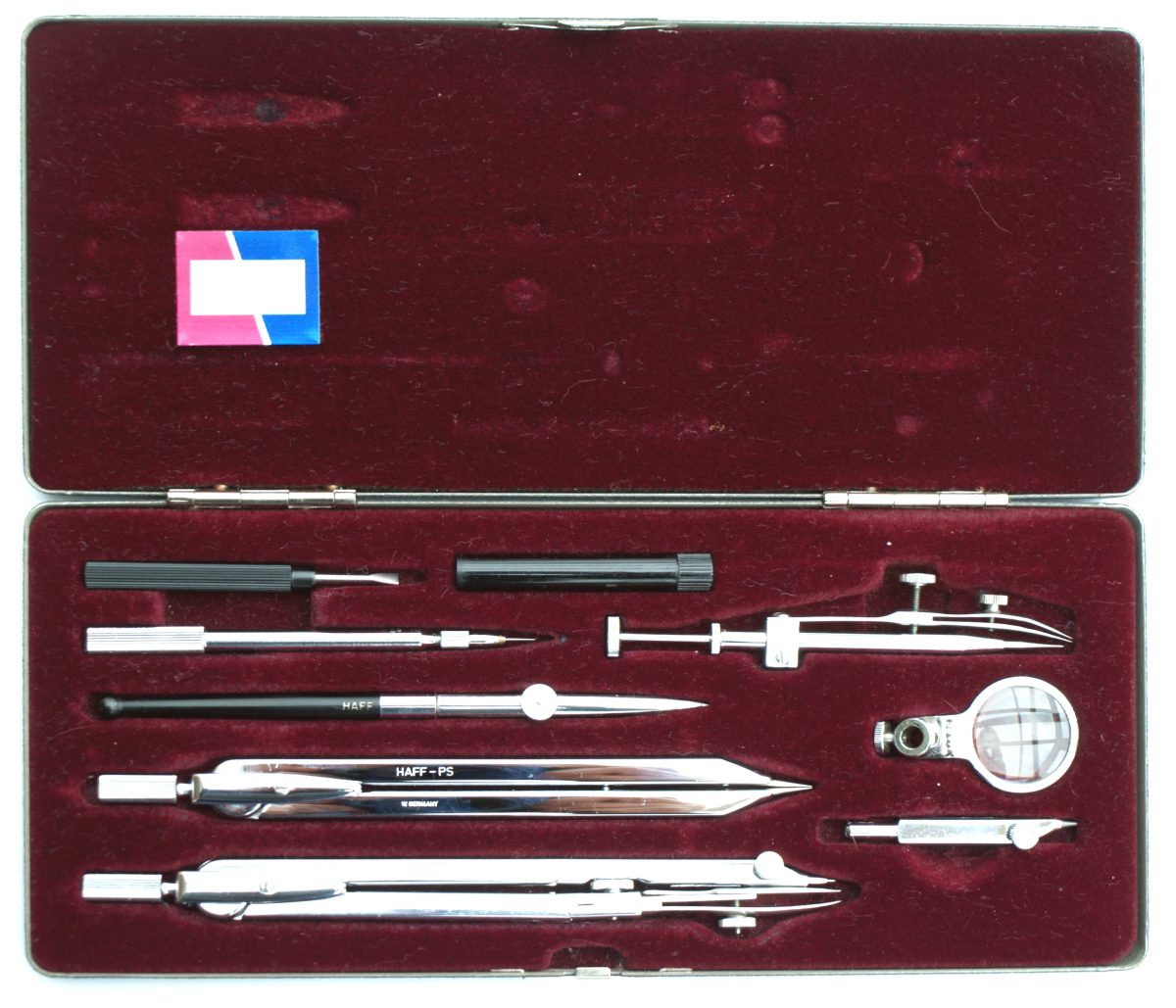
放置鸭嘴笔的绘图工具箱

## 運作原理

鸭嘴笔使用图示

1. 鸭嘴笔笔尖是两片很硬的金属片，自然情况下会向两边扩张。
2. 螺丝把笔尖扩张的力度压住了，达到平衡，所以笔尖宽度很稳定。
3. 一般使用毛笔或刀片等给鸭嘴笔上墨。墨水会在固定宽度的笔尖流出。只要事先设定好宽度，鸭嘴笔就能画出固定宽度的线条，但如果上墨时弄得太脏，可能会蹭出不必要的线条。[1]

## 使用方法
在工程图的绘制中，绘制底稿完成后，需要先用铅笔按照不同的线型将底稿描深，并检查有无错误、遗漏等。图样常常需要复制，所以有的图画完底稿后要上墨，有的需要用描图纸在铅笔图上照描一次。上墨与描图均用鸭嘴笔。这个过程中要注意不要把墨水掉在图纸上，衣服或工具不要碰未干的墨线，以免弄脏图纸。画错的线或墨污，需待墨水干后用刀片将其轻轻刮去。若需在原处重画时，可先在刮过的地方把纤维压平，然后用细线逐渐累积成需要的粗细，以避免跑墨。另外，要准备一块湿布（或者泡沫海绵）。当鸭嘴笔内的墨水不易流出时，可在湿布上划一下，即可继续画线。若两叶片间的墨水已干涸，可利用湿布把它擦干净后再用。

## 相关轶事
在苏联，鸭嘴笔曾广泛被妇女当作镊子使用，用作拔除眉毛的工具。
江泽民在视察国机二院时提及曾经使用鸭嘴笔时造成不便的经历，因此在膜蛤文化中，鸭嘴笔也成为了其内容之一，从而在互联网上被“膜蛤”的网友们（「蛤丝」）谈论。

## 相关工具
- 钢笔
- 碳素笔
- 墨笔
- 针管笔
- 沾水笔